# Wabi-sabi
Wabi-sabi (侘寂?) costituisce una visione del mondo giapponese, o estetica, fondata sull'accettazione della transitorietà e dell'imperfezione delle cose.

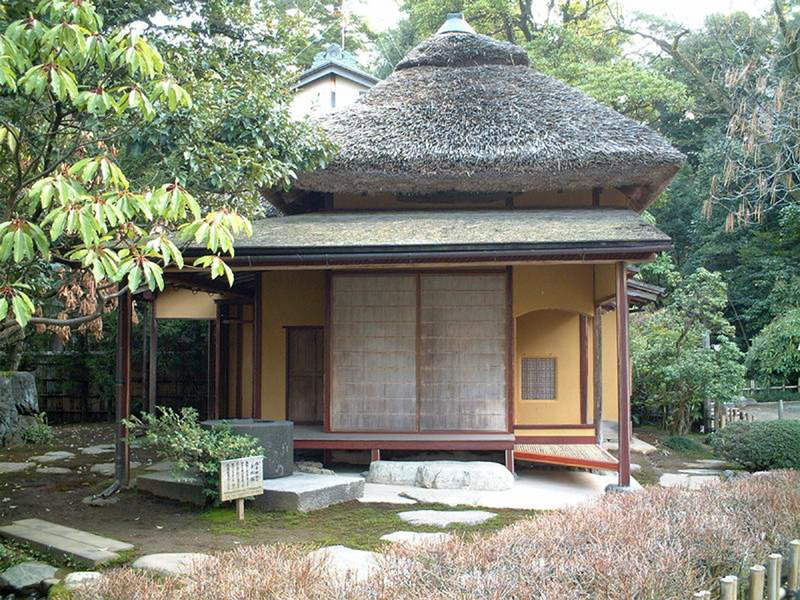
Una casa del tè giapponese che rispecchia l'estetica del wabi-sabi

Tale visione, talvolta descritta come "bellezza imperfetta, impermanente e incompleta" deriva dalla dottrina buddista dell'anitya (sanscrito, giapp. 無常 mujō; impermanenza).
Andrew Juniper afferma che "se un oggetto o un'espressione può provocare dentro noi stessi una sensazione di serena malinconia e un ardore spirituale, allora si può dire che quell'oggetto è wabi-sabi". Richard R. Powell riassume dicendo "(il wabi-sabi) nutre tutto ciò che è autentico accettando tre semplici verità: nulla dura, nulla è finito, nulla è perfetto".
Le parole wabi (侘?) e sabi (寂?) non si traducono facilmente. Wabi si riferiva originariamente alla solitudine della vita nella natura, lontana dalla società; sabi significava "freddo", "povero" o "appassito". Verso il XIV secolo questi significati iniziarono a mutare, assumendo connotazioni più positive. Wabi identifica oggi la semplicità rustica, la freschezza o il silenzio, e può essere applicata sia a oggetti naturali che artificiali, o anche l'eleganza non ostentata. Può anche riferirsi a stranezze o difetti generatisi nel processo di costruzione, che aggiungono unicità ed eleganza all'oggetto. Sabi è la bellezza o la serenità che accompagna l'avanzare dell'età, quando la vita degli oggetti e la sua impermanenza sono evidenziati dalla patina e dall'usura o da eventuali visibili riparazioni.
Sia wabi che sabi suggeriscono sentimenti di desolazione e solitudine. Nella visione dell'universo secondo il Buddismo Mahayana, questi possono essere visti come caratteristiche positive, che rappresentano la liberazione dal mondo materiale e la trascendenza verso una vita più semplice. La filosofia mahayana stessa, comunque, avverte che la comprensione genuina non può essere raggiunta attraverso le parole o il linguaggio, per questo l'accettazione del wabi-sabi in termini non verbali può costituire l'approccio più giusto.
I concetti di wabi e sabi sono originariamente religiosi, ma l'uso che si fa attualmente di queste parole in giapponese è spesso abbastanza casuale. In ciò si può notare la natura sincretica dei sistemi di credenze giapponesi.
Una traduzione molto semplice di wabi-sabi potrebbe essere bellezza triste.
Altra interpretazione possibile è "bellezza austera e, quasi malinconicamente, chiusa in sé".

## Wabi-sabi nell'arte giapponese
Molte arti giapponesi negli scorsi millenni sono state influenzate dallo Zen e dalla filosofia Mahayana, in particolare la contemplazione dell'imperfezione, il flusso costante e l'impermanenza di tutte le cose. Tali arti possono essere esempio di un'estetica wabi-sabi. Eccone una lista incompleta:
- Honkyoku (musica tradizionale di shakuhachi di monaci Zen vagabondi)
- Ikebana (disposizione dei fiori)
- giardino giapponese, giardino zen e bonsai (giardini in vaso)
- Poesia giapponese, in particolare gli haiku
- Porcellane giapponesi
- Cerimonia del tè giapponese

## Uso occidentale
Durante gli anni 90 il concetto è stato preso in prestito da sviluppatori software ed impiegato nella Programmazione agile e nelle Wiki per descrivere l'accettazione dello stato di continua imperfezione, prodotto costante di questi metodi.
Il concetto di wabi-sabi è stato recentemente adottato ed analizzato dalla disciplina del disegno industriale col fine di indagare una possibile valorizzazione dell'imperfezione nei prodotti industriali.